# Dey Young
Dey Young (Bloomfield Hills, 28 de julio de 1955) es una actriz y escultora estadounidense.

## Biografía
Young nació en Bloomfield Hills, Michigan. Su hermana es la actriz Leigh Taylor-Young y su hermano es Lance Young, guionista y productor de cine.
Entre los créditos como actriz de Young se encuentra el papel de Kate Rambeau en la comedia musical Rock 'n' Roll High School, personaje que volvió a interpretar en la película de 1994 Shake, Rattle and Rock! También ha aparecido en películas como Strange Behavior, The Running Man, The Serpent and the Rainbow, Spontaneous Combustion, Pretty Woman, No Place to Hide, Conflict of Interest, National Lampoon's Barely Legal y Flicka.
También ha interpretado varios papeles como invitada en la franquicia de Star Trek, como Hannah Bates en el episodio de Star Trek: The Next Generation "The Masterpiece Society", Arissa en el episodio de Star Trek: Deep Space Nine "A Simple Investigation", y Keyla en el episodio de Star Trek: Enterprise "Two Days and Two Nights". Sus créditos en la ciencia ficción se extienden también al papel de camarera en la comedia de Mel Brooks, Spaceballs (1987). En 1995 apareció en la serie de televisión Extreme, basada en un equipo de búsqueda y rescate de las Montañas Rocosas. En 1997 apareció en un episodio de dos partes de Diagnosis Murder titulado "Fatal Impact".
En 2022 interpretó el papel de Alvelia Vandenheuvel en el filme Amsterdam, de David O. Russell. También es escultora profesional y trabaja la piedra, la arcilla y el bronce.

## Filmografía destacada
- Rock 'n' Roll High School (1979) - Kate Rambeau
- Strange Behavior (poVhp 1981) - Carol
- Strange Invaders (1983) - Joven
- Young Lust (1984)
- Doin' Time (1985) - Vicki Norris
- Spaceballs (1987) - Mesera
- Zärtliche Chaoten (1987) - Rosi
- The Running Man (1987) - Amy
- The Serpent and the Rainbow (1988) - Sra. Cassedy
- Starke Zeiten (1988) - Jessica Norman
- Not Quite Human II (1989) - Victoria Gray
- Spontaneous Combustion (1990) - Rachel
- Pretty Woman (1990) - Vendedora
- Frankie and Johnny (1991) - Exesposa de Johnny
- Back in the USSR (1992) - Claudia
- No Place to Hide (1992) - Karen
- Conflict of Interest (1993) - Vera
- In the Shadows, Someone's Watching (1993) - Lydia Holroyd
- Shake, Rattle and Rock! (1994, TV Movie) - Kate Rambeau
- Pie in the Sky (1995) - Sra. Tarnell
- Executive Decision (1996) - Gail
- Shadow Conspiracy (1997) - Janet
- Last Chance Love (1997) - Elke
- True Heart (1997) - Wanda
- The Rat Pack (1998) - Jeanne Martin
- A Chance of Snow (1998) - Katherine Parker
- The Mod Squad (1999) - Sra. Cochrane
- Shiloh 2: Shiloh Season (1999) - Sra. Howard
- Guardian (2001) - Van Buren
- National Lampoon's Barely Legal (2003) - Sra. Lewis
- Red Eye (2005) - Agente de Dallas
- Flicka (2006) - Esther Koop
- Protecting the King (2007) - Dee
- What Just Happened (2008) - Esposa de Ben
- The Northern Kingdom (2009) - Sandra
- The Wayshower (2011) - Dra. Olivia
- Tarot: A Documentary Love Story (2014) - Mona Morris
- Ovation (2015) - Annabelle D'Angelo
- Unbridled (2015) - Karen Miller
- The American Connection (2017)
- The Final Wish (2018) - Alice
- The Chain (2019) - Vilma
- Amsterdam (2022) - Alvelia Vandenheuvel